# Éditions Le Fennec
Pour les articles homonymes, voir Fennec (homonymie).
Éditions Le Fennec est une maison d'édition marocaine, créée à Casablanca en 1987 par la féministe Layla Chaouni.

## Historique
Cette maison d'édition est créée en 1987, par Layla Chaouni. Elle se consacre à des auteurs francophones ou arabophones.
En 2001, deux auteurs de cette maison d'édition ont reçu le prix Grand Atlas, Souâd Bahéchar pour son premier roman, Ni fleurs ni couronnes, et Youssef Fadel pour Haschich, la première dans la catégorie meilleure fiction en langue française, et le second dans la catégorie meilleure fiction en langue arabe,.

## Publications
Les Éditions Le Fennec publient des ouvrages d'expression française ou arabe, traduits d'une langue vers l'autre ou bilingues, qui consistent notamment en des œuvres de fiction, des essais en sciences humaines, des beaux livres, des recueils de textes et des guides pratiques. Elles ont aussi à leur actif des coéditions avec des maisons d'édition françaises. Parmi les auteurs publiés, peuvent être cités Mohamed Berrada, Fatima Mernissi, Souâd Bahéchar, Youssef Fadel, Fatna El Bouih, Lotfi Akalay, Siham Abdellaoui, Leïla Ghandi, Laïla Lalami, etc.
Elle édite l'auteur espagnol Juan Goytisolo en arabe. Elle consacre également plusieurs ouvrages à la condition des femmes au Maghreb.